# Stephen Fry
Sir Stephen John Fry (London, 24. kolovoza 1957.) britanski je glumac, pisac, komičar, autor, televizijski voditelj i filmski redatelj. Britanski kralj Charles III. uveo ga je 2025. u viteški red zbog doprinosa svjesnosti o mentalnom zdravlju. Iste je godine primio počasni doktorat od Sveučilišta u Leuvenu.

## Zapažene uloge
Hrvatskim gledateljima ostao je u sjećanju u ulozi batlera Jeevesa u seriji "Jeeves i Wooster" i filmu Riba zvana Wanda, a glumio je također i u humorističkoj seriji "Crna guja".
Glas pripovjedača u engleskoj verziji crtića Pocoyo pripada upravo njemu.

## Osobni život
Fry je otvoreno gay te živi s partnerom Elliotom Spencerom. Njihova veza započela je 2014., a vjenčali su se iduće godine u Londonu, uz prisustvo malog kipa Oscara Wildea.
Po djedu s očeve strane je židovskog porijekla.
Od mladosti pati od bipolarnog poremećaja (nekada poznatog pod nazivom manična depresija); afektivnog poremećaja koji karakterizira izmjena stanja kliničke depresije i manije (patološki povišenog raspoloženja). Liječi se litijem. Uključen je u dobrotvorni rad udruga koje se bave psihološkom i financijskom pomoći osoba koje pate od mentalnih bolesti, među kojima je i udruga Mind (eng. um). Poznat je po svojem dokumentarnom filmu Stephen Fry: The Secret Life of the Manic Depressive (eng. Stephen Fry: tajni život maničnog depresivca) koji je dobio visoke ocjene i pohvale od strane kritike.
Pristaša je socijaldemokratske Laburističke stranke. Za vrijeme dok je laburist Tony Blair bio premijer Velike Britanije, kritizirao je njegovu ideju Trećega puta. 
Izjašnjava se kao ateist i sekularni humanist. Iako ateist, napisao je nekoliko knjiga o grčkoj mitologiji.

## Citati
Oscar Wilde jednom je rekao da ako znaš što želiš biti, onda to neizbježno i postaneš – to ti je kazna, ali ako nikad ne znaš, onda možeš biti bilo što. Ima istine u tome. Mi nismo imenice, mi smo glagoli. Ja nisam stvar – glumac, pisac – ja sam osoba koja radi stvari – pišem, glumim – i nikad ne znam što ću sljedeće. Mislim da možete biti utamničeni ako o sebi razmišljate kao o imenici.

## Vanjske poveznice
- Službena stranica
- Stephen Fry u internetskoj bazi filmova IMDb-u (engl.)